# Koszmosz–470
A Koszmosz–470 (oroszul: Космос–470) szovjet Zenyit–4MT típusú felderítő műhold.

## Küldetés
A Zenyit–4M (11F69) továbbfejlesztett, nagyobb felbontású fényképezőgéppel ellátott, harmadik generációs műhold, katonai és állami célokat szolgált.

## Jellemzői
Az OKB–1 tervezőirodában fejlesztették ki, sorozatgyártásuk Kujbisevben folyt. Üzemeltette a Honvédelmi Minisztérium (oroszul: Министерство обороны – МО).
Megnevezései: Koszmosz–470; Космос 470; COSPAR: 1971-118A; kódszáma: 5727.
1971. december 27-én a Pleszeck űrrepülőtérről, az LC–43/4 (LC–Launch Complex) jelű indítóállványról egy Szojuz–M (GRAU-kódja: 11A511M) típusú hordozórakétával juttatták alacsony Föld körüli pályára (LEO = Low-Earth Orbit). Az orbitális egység pályája 89 perces, 65,4 fokos hajlásszögű, az elliptikus pálya perigeuma 194 kilométer, apogeuma 260 kilométer volt.
Tömege 6300 kilogramm. A sorozat felépítését, szerkezetét, alapvető fedélzeti rendszereit tekintve egységesített, szabványosított űreszköz. Fényképezőgépe az SA-106 volt, topográfiai térképkészítéshez fejlesztették. A nagyobb pontosság érdekében lézeres magasságmérőt és doppler műszert alkalmazott. Áramforrása kémiai akkumulátorok, szolgálati élettartama 14 nap.
1972. január 6-án 9 nap (0,03 év) szolgálati idő után, földi parancsra belépett a légkörbe és hagyományos – ejtőernyős leereszkedés – módon visszatért a Földre.